# رجینا ۲۸۵
سیارک ۲۸۵ (به انگلیسی: 285 Regina) دویست و هشتاد و پنجمین سیارک کشف شده‌است که در ۳ اوت ۱۸۸۹ و در نیس کشف شد.
قدر مطلق سیارک برابر ۱۰٫۵۰ است.